# Цытович, Вадим Николаевич
Вадим Николаевич Цытович (17 марта 1929 — 9 октября 2015) — советский и российский физик-теоретик, доктор физико-математических наук, профессор, главный научный сотрудник Института общей физики имени А. М. Прохорова РАН с 1990 года. Лауреат Премии им. М. В. Ломоносова АН СССР за серию работ «Взаимодействие быстрых частиц и электромагнитного излучения в сильно неравновесной плазме».

## Биография
Вадим Николаевич Цытович родился в Ленинграде в семье гражданского инженера (впоследствии чл.-корр. АН СССР) Николая Александровича Цытовича.
С 1944 года после окончания средней школы учился экстерном на физическом и математико-механическом факультетах  Ленинградского государственного университета, а затем после переезда семьи в Москву перевёлся в Московский государственный университет который закончил в 1949 году с отличием. 
В 1954 году после окончания аспирантуры и защиты кандидатской диссертации по теме «структура позитрония» работал на кафедре теоретической физики МГУ. С 1957 по 1959 годы под руководством академика В. И. Векслера, В. Н. Цытович  занимался исследованиями процессов коллективного исследования релятивистских частиц. С 1959 года Старший научный сотрудник Физического института АН СССР, по совместительству так же работал в Объединённом институте ядерных исследований вместе с В. И. Векслером по теме релятивистской квантовой плазмы. 
В 1962 году  в ОИЯИ защитил докторскую диссертацию его оппонентом по защите являлся В. Н. Гинзбург. 
В 1960—1970-е гг. участвовал в исследованиях новых плазменных эффектов, в том числе в области астрофизики. В 1970—1980-е гг. областью научных интересов была теория переходного излучения и переходного рассеяния. Участник многочисленных международных научных конференций, сотрудничавший с различными зарубежными научными центрами (Англия, Италия, Норвегия, Швеция, Франция). В 1982 году по результатам совместных исследований со шведскими учёными (1972—1982) «по нелинейному взаимодействию интенсивных лазерных пучков с плазмой и новыми нелинейными механизмами усиления воли»  В. Н. Цытовичу было присуждено звание почётного доктора Чалмерского университета. В 1987 году «за исследования нелинейных эффектов в плазме» В. Н. Цытовичу была присуждена  Премия имени М. В. Ломоносова АН СССР.
С 1990—2000-е гг. занимался исследованиями новых механизмов ускорения космических лучей — радиационно-резонансное ускорение, а также энергично развивал физику пылевой (комплексной) плазмы, став одним из основоположников этого направления, главный научный сотрудник Института общей физики имени А. М. Прохорова РАН и профессор кафедры «Проблемы физики и астрофизики» Московского физико-технического института, читал курс лекций по физике плазмы.

## Публикации[6]
- Теория турбулентной плазмы — Москва : Атомиздат, 1971. — 423 с. : ил.; 22 см.
- Развитие представлений о плазменной турбулентности — Москва : [б. и.], 1971. — 68 с. : ил.; 21 см. — (Препринт/ АН СССР. Физ. ин-т им. П. Н. Лебедева; № 131).
- Взаимодействие быстрых частиц с волнами космической магнитоактивной плазмы — Москва : [б. и.], 1973. — 46 с., 2 л. ил.; 21 см. — (Препринт/ АН СССР. Физ. ин-т им. П. Н. Лебедева; № 54).
- Модуляционная неустойчивость и солитоны в релятивистской плазме — Москва : [б. и.], 1978. — [1], 48 с.; 20 см. — (АН СССР. Физический институт им. П. Н. Лебедева. Препринт. Физика плазмы; № 16).
- Модуляционная неустойчивость в астрофизике (Доклад на Международной конференции «Плазм. астрофизика.» Иркутск 28 июля — 2 авг. 1976 г.) — Москва : [б. и.], 1976. — 37 с., 1 л. ил.; 21 см. — (Препринт. Физика плазмы/ АН СССР. Физ. ин-т им. П. Н. Лебедева; № 178).
- Отчет о командировке в США [для участия в III Международной конференции по коллективным методам ускорения частиц. 1978] — Москва : ВИНИТИ, 1979. — 39 с.; 21 см.
- Модуляционная неустойчивость и сильная ленгмюровская турбулентность (Доклад на Нобелевском симпозиуме "Нелинейные эффекты в плазме 8-18 июня 1976 г. Гётеборг, Лерум. Швеция) — Москва : [б. и.], 1976. — 41 с. : ил.; 20 см. — (Препринт. Физика плазмы/ АН СССР. Физ. ин-т им. П. Н. Лебедева; № 181).
- Некоторые вопросы статистического ускорения частиц в турбулентной плазме  — [Б. м.] : [б. и.], [19--]. — 27 с.; 20 см. — (Доклад на Конференции по ионизационным явлениям в газах. Белград, август, 1965 г./ Акад. наук СССР. Физ. ин-т им. П. Н. Лебедева; 1).
- Нелинейные эффекты в плазме — 2-е изд., испр. и доп. — Москва : URSS : Ленанад, 2014. — 286, [1] с.; 21 см; ISBN 9710-0978-0861-3